# کلاودی بلکلی
کلاودی بلکلی (انگلیسی: Claudie Blakley؛ زادهٔ ۱۹۷۴) یک هنرپیشه اهل انگلستان است.

## بخشی از فیلمشناسی
از فیلم‌ها یا برنامه‌های تلویزیونی که وی در آن نقش داشته‌است می‌توان به آثار زیر اشاره کرد.
- سرود کریسمس (فیلم ۲۰۰۰) (۲۰۰۰)
- گاسفورد پارک (۲۰۰۱)
- میوی گربه (۲۰۰۱)
- غرور و تعصب (۲۰۰۵)
- ستاره فروزان (فیلم) (۲۰۰۹)
- مارپل آگاتا کریستی (۲۰۱۰)